# Roncofreddo
Roncofreddo – miejscowość i gmina we Włoszech, w regionie Emilia-Romania, w prowincji Forlì-Cesena.
Według danych na rok 2004 gminę zamieszkiwało 2821 osób, 55,3 os./km².